# Municipio de Soyaló
El municipio de Soyaló es un municipio en el estado mexicano de Chiapas. La cabecera municipal homónima, está ubicada a 1,161 metros sobre el nivel del mar.

## Toponimia
Soyaló es una pintoresca localidad de ascendencia pluriétnica: zoque, náhuatl y tsotsil; de poético nombre que en lengua náhuatl significa «camino entre palmeras» por la conjunción de los vocablos: soyotl, palmeras y otli, camino.

## Geografía física

### Localización
Está ubicado en los límites del Altiplano Central y de las Montañas del Norte, sus coordenadas geográficas son 16° 54" N y 92° 55" W.
Limita al noroeste con Chicoasén, al noreste con Bochil, al este con Ixtapa, al sur con Chiapa de Corzo y al oeste con Osumacinta.

### Extensión
Su extensión territorial de 178.90 km² representa el 1.40% del territorio de la región Centro y el 0.23% de la superficie estatal, su altitud es de 1,200 m s. n. m.

## Demografía
En el censo de 2020 el municipio de Soyaló contaba con 20 localidades.
| Código INEGI    | Localidad               | Población (2020) |
| --------------- | ----------------------- | ---------------- |
| 070850001       | Soyaló                  | 4 486            |
| 070850005       | Francisco Sarabia       | 3 508            |
| 070850011       | San Antonio Zaragoza    | 974              |
| 070850002       | Adolfo López Mateos     | 567              |
| 070850029       | Emiliano Zapata         | 511              |
| 070850008       | Morelos                 | 188              |
| 070850025       | El Progreso             | 162              |
| 070850030       | Ojo de Agua             | 108              |
| 070850034       | Nuevo Poblado Guadalupe | 84               |
| 070850006       | El Manguito             | 60               |
| 070850036       | El Pedregal             | 44               |
| 070850038       | San Pablo               | 43               |
| 070850031       | Linda Vista             | 32               |
| 070850037       | La Vainilla             | 31               |
| 070850039       | El Pedregal Uno         | 29               |
| 070850010       | El Sabinal              | 26               |
| 070850027       | El Paraíso              | 23               |
| 070850024       | Cerro Blanco            | 7                |
| 070850035       | Vista Hermosa           | 5                |
| 070850041       | Salitral                | 2                |
| Total municipal | Total municipal         | 10 890           |

## Historia
Desde tiempos precortesianos los habitantes de Soyaló aprovechaban las palmeras silvestres para la fabricación de sombreros y petates, así como las fibras del ixtle para manufacturar hamacas y morrales, oficios y especies vegetales de los que procede el nombre del poblado. Es uno de los pueblos más viejos de Chiapas, fundado en torno a su venerada ceiba. En los albores del México independiente se levantó su iglesia principal, donde hoy se celebran sus fiestas populares como la de San Miguel Arcángel. 
Durante el régimen de Francisco J. Grajales, se construyó la planta de energía eléctrica Bombaná, la cual aprovechando los rápidos del río homónimo, alimentaba de luz a los pueblos de Tuxtla y sus alrededores. Hoy esta pequeña planta hidroeléctroca es sustituida por las modernas presas y plantas de la cuenca del Grijalva.

## Cultura

### Atractivos culturales y turísticos
El municipio tiene vigente las culturas y tradiciones zoques y tsotsiles, las cuales se ven reflejadas principalmente en sus celebraciones, sus lenguas, vestimentas y comidas.
Los paseos recomendados a los vistiantes del municipio son: la cueva y vertiente de agua Pajalaná al sur poniente del municipio, el río Bombaná y su presa hacia la localidad Francisco Sarabia y el río Lajas, sobre la carretera a Ixtapa.

### Trajes típicos
Las mujeres utilizan falda azul con faja roja, blusa de manta y bordada, trenzas rojas con azul. Los hombres pantalones y camisas de manta y en ambos sexos huaraches (caites).

### Artesanías
Cestería de carrizo, petates y escobas de palma, morrales, mecapales y costales de ixtle, textiles y bordados. También se trabaja la cerámica de barro rojo.

### Gastronomía
Los platillos más recurrentes en la gastronomía local son: Cochito (carne de puerco con achiote al horno), chipilín con bolitas (sopa de elote con chipilín y bolitas de masa de maíz), mole chiapaneco (tipología de una especie de salsa mexicana), barbacoa (una variante de la receta soyalteca combina carne de puerco y res, se sazona con aceitunas y hoja de aguacate), chicharrón de puerco, frijoles con carne seca.